# Хроніка Києво-Михайлівського Золотоверхого монастиря
«Хроніка Києво-Михайлівського Золотоверхого монастиря» — монастирський літопис, складений у 1701—1736 роках. Написаний українською книжною мовою 18 століття. 

## Зміст
Охоплює разом з додатками період з 11 до початку 18 століття і містить опис подій суспільно-політичного значення, але головну увагу присвячує історії монастиря, описам діяльності багатьох ігуменів, а також видатних церковних і культурних діячів. 
Уривки з літопису опубліковані в «Прибавлениях к Киевским епархиальным ведомостям» (1861, ч. 13, 14 і 16).